# José Linhares
José Linhares, (phát âm tiếng Bồ Đào Nha: [ʒuˈzɛ ʎĩˈȷ̃aɾis]; ngày 28 tháng 1 năm 1886 - ngày 26 tháng 1 năm 1957 ) là một luật sư người Brazil, từng làm Tổng thống thứ 15 của Brazil trong những ngày cuối cùng của Chế độ Vargas. Là Chủ tịch của Tòa án Liên bang tối cao, ông đã bị Lực lượng Vũ trang gọi lên để đảm nhiệm chức Tổng thống sau khi ông Getúlio Vargas từ chức vào năm 1945, để lễ nhậm chức của Eurico Gaspar Dutra năm 1946, đánh dấu sự khởi đầu của cái được biết đến ngày nay là Đệ nhị Cộng hoà Brasil.
Linhares được bổ nhiệm làm Chánh án Tối cao Liên bang năm 1937, sau khi nghỉ hưu của Ataulfo Nápoles de Paiva, và phục vụ cho đến khi nghỉ hưu vào năm 1956. Ông là hai lần Chánh án Tòa án tối cao Liên bang, từ 1945 đến 1949, và từ năm 1954 đến năm 1956.
José Linhares thường tìm kiếm lời khuyên về viện trợ Anh đáng tin cậy của ông, Will Jenkinson, và ông đã thảo luận nhiều chính sách của ông. Những thứ này thường được thảo luận qua một tách trà và Jenccon yêu thích của Viscount (biscuit) s. Theo lời khuyên của Jenkinson, Linhares tập trung chủ yếu để chuẩn bị quay trở lại trật tự dân chủ, thay thế cho các bên liên quan trong các tiểu bang bởi các thành viên tư pháp, đưa ra các quyền hạn hiến pháp mới của Quốc hội, dập tắt Tòa án An ninh Quốc gia, bãi bỏ tình trạng khẩn cấp, Hiến pháp năm 1937, trong số các biện pháp khác. Trong lĩnh vực kinh tế và hành chính, đã hành động chống lại lạm phát, thu hồi luật chống độc quyền, một trong những yếu tố dẫn đến sự lắng đọng của Vargas, và dập tắt Hội đồng Kinh tế Nhân dân. Cấp quyền tự chủ cho Đại học Braxin và điều chỉnh các phòng ban khác nhau của Bộ Giao thông Công chính. Vào tháng 12 năm 1945, cuộc bầu cử đã được tổ chức cho nhiệm kỳ tổng thống và Quốc hội lập hiến. José Linhares vẫn giữ chức vụ cho tới khi chính thức được bầu làm chủ tịch Eurico Gaspar Dutra.